# Kapländische Zimmerlinde
Die Kapländische Zimmerlinde (Sparrmannia africana) ist eine Pflanzenart aus der Gattung der Zimmerlinden (Sparrmannia) in der Familie der Malvengewächse (Malvaceae); sie ist ausschließlich in Südafrika beheimatet. Bekannt geworden ist die wegen ihrer lindenähnlichen Blattform als Zimmerlinde bezeichnete Pflanze als beliebte, seit über 150 Jahren in Kultur befindliche Zimmerpflanze.

## Namensherkunft

### Botanischer Name
Beschrieben wurde Sparrmannia africana erstmals 1782 von Carl von Linné jr., dem Sohn Carl von Linnés. Für den botanischen Gattungsnamen der Kapländischen Zimmerlinde stand Anders Sparrman Pate. Sparrman war ein schwedischer Arzt und Botaniker. Er war Schüler von Carl von Linné und nahm von 1772 bis 1775 an der zweiten Entdeckungsfahrt von James Cook teil. Zusammen mit Carl Peter Thunberg erforschte er die südafrikanische Pflanzenwelt und dürfte dabei die Kapländische Zimmerlinde entdeckt und nach Europa eingeführt haben.
Die korrekte Schreibweise des botanischen Gattungsnamens wurde 1993 verbindlich als „Sparrmannia“ festgelegt. Allerdings findet man häufig auch die Namensschreibweise „Sparmannia“.

### Deutscher Name
Der deutsche Name bezieht sich zum einen auf die Herkunft der Kapländischen Zimmerlinde, die ausschließlich im südafrikanischen Kapland beheimatet ist und zum anderen auf die auffällige Ähnlichkeit vor allem der Laubblätter mit denen der Linde. Weit verbreitet als deutsche Bezeichnung ist auch die Kurzform „Zimmerlinde“.

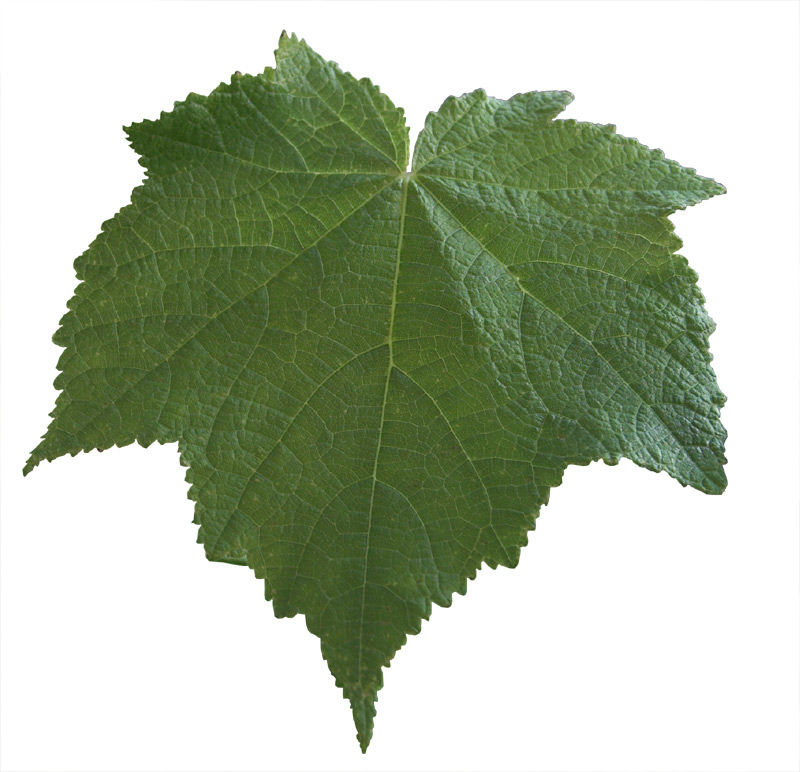
Typisches Blatt von Sparrmannia africana

## Botanische Beschreibung

### Stamm und Blätter
Die Kapländische Zimmerlinde ist ein immergrüner, mehrstämmiger, baumartiger Strauch, der in seiner Heimat bis zu 7 m hoch werden kann. Der Stamm verholzt sehr schnell, wobei die Blätter mit zunehmendem Grad der Verholzung abgeworfen werden.
Die wechselständigen und gestielten Blätter der Kapländischen Zimmerlinde sind einfach aufgebaut und im Umriss eckig-herzförmig. Der Blattrand ist dabei buchtig gezähnt. Die weichen Blätter sind hell- bis mittelgrün und weisen eine ausgeprägte Blattnervatur auf. Markante Merkmale der Blätter sind die sehr dichte und leicht reizend wirkende Behaarung, die Bewimperung des Blattrands und die Größe. Blätter der Kapländischen Zimmerlinde können bis zu 20 cm lang und auch annähernd so breit werden. Es sind kleine Nebenblätter vorhanden.

### Blüte und Frucht

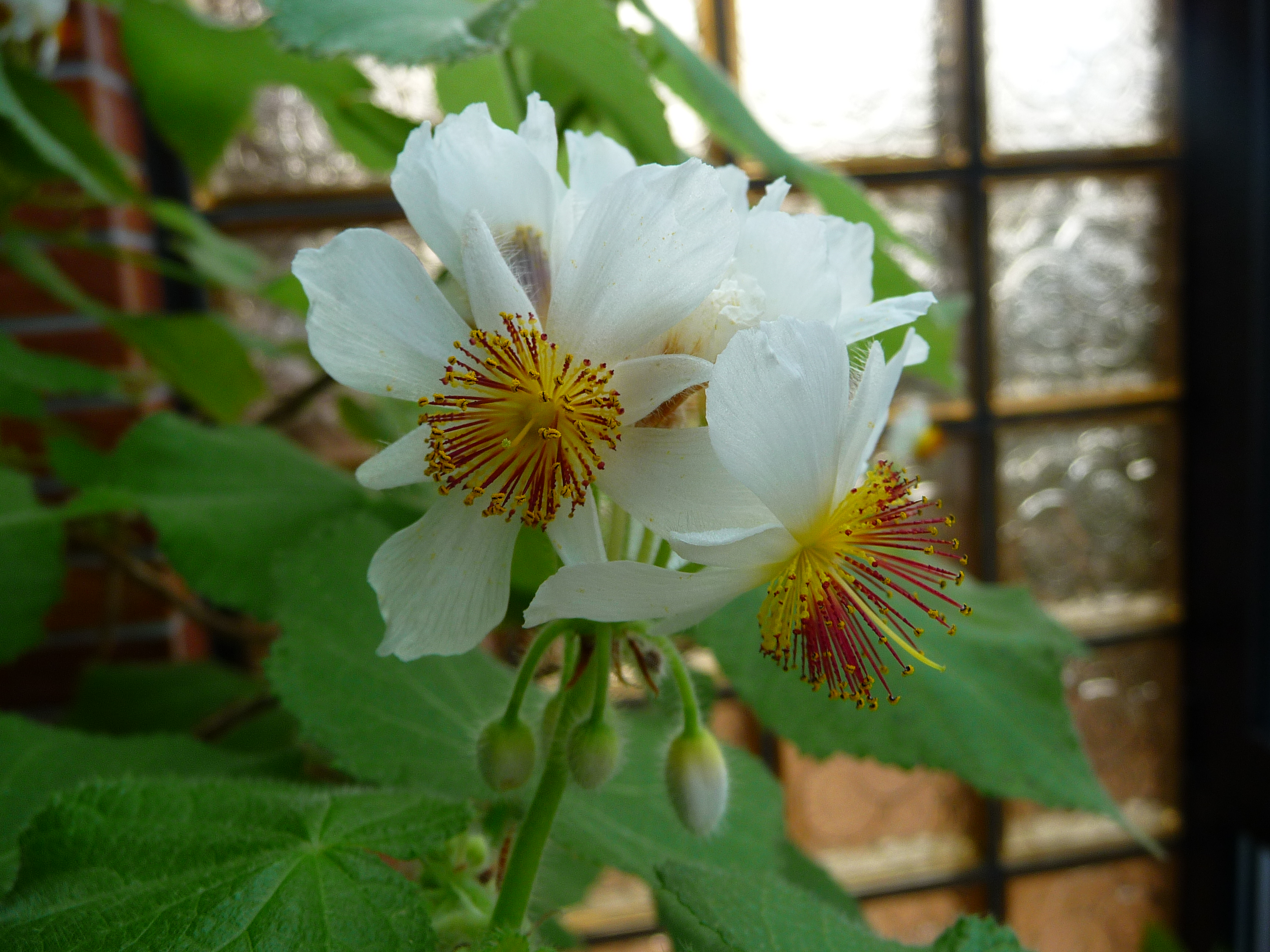
Blütenstand von Sparrmannia africana

Die zwittrigen Blüten der Kapländischen Zimmerlinde weisen vier weiße, nicht verwachsene schmale Kelchblätter sowie vier ebenfalls weiße, nicht verwachsene und deutlich größere Kronblätter auf.
Auffälliger ist das Androeceum. Die Staubblätter kommen in großer Anzahl rund um das unscheinbare oberständige Gynoeceum vor und sind auffällig gelb-rot gefärbt. Die Staubfäden sind dabei auffällig knotig ausgebildet. In ihrer Gesamtanordnung ragen sie in einem halbrunden Büschel aus der geöffneten Blüte. In den inneren Kreisen sind die Staubblätter (Stamina) fertil. Zu den äußeren Kreisen hin werden die Staubblätter teilweise unfruchtbar und sind damit funktional als Staminodien zu bezeichnen. Stamina und Staminodien sind beide reizempfindlich (siehe Kapitel: Seismonastie). Das Gynoeceum besteht aus fünf verwachsenen Fruchtblättern, die zu einem gemeinsamen Stempel verwachsen sind.
Die zahlreichen gestielten Blüten sind in einem Blütenstand, einer Scheindolde oder Doldenthyrse, organisiert. Hauptblütezeit am natürlichen Standort sind die Monate Januar bis März. Die Bestäubung erfolgt dabei durch Insekten (Entomogamie). Als Frucht weist die Kapländische Zimmerlinde eine stachelborstige und vielsamige Kapsel mit fünf Samenfächern auf. Die Gestaltung der Frucht trägt gleichzeitig zum Verbreiten der Samen bei. Die stachelige Außenhülle der Frucht bleibt durch Kletthaftung am Fell von vorbeikommenden Tieren hängen, die damit zur Ausbreitung der Frucht und der darin enthaltenen Samen beitragen (Epizoochorie).

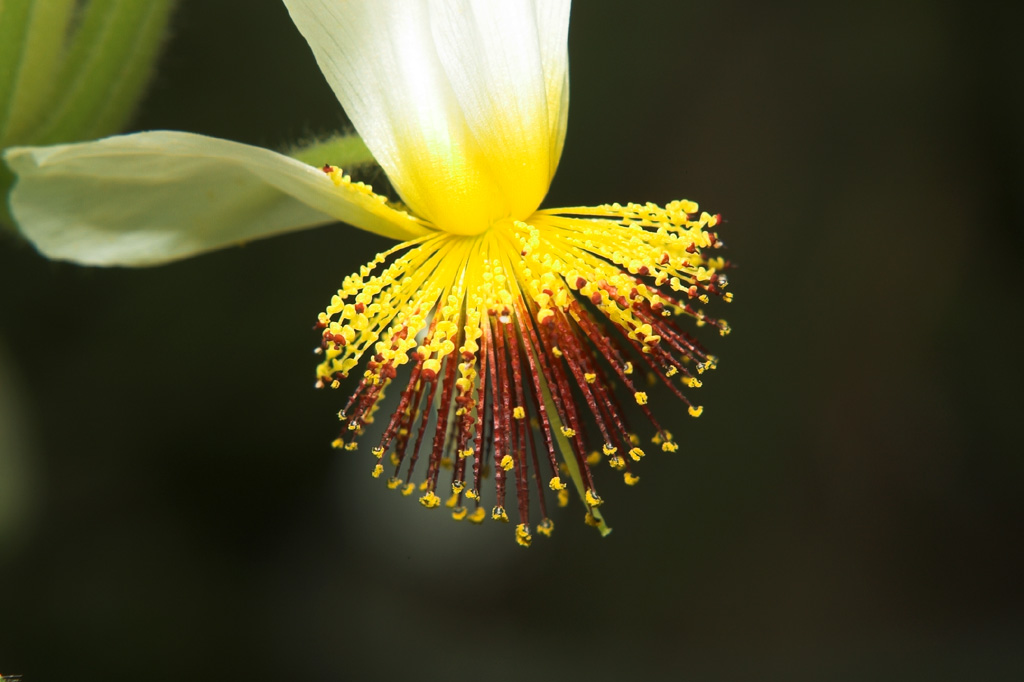
Einzelne Blüte von Sparrmannia africana mit Staubblättern

### Seismonastie als besondere Bestäubungsstrategie
Die Staubblätter der Kapländischen Zimmerlinde sind aufgrund externer Reize zu aktiven Bewegungen (Nastie) fähig. Der Bewegungsreiz erfolgt bei den Staubblättern der Zimmerlinde kontaktlos durch stärkere Erschütterungen (Seismonastie). Zentraler Reizort ist dabei die Außenseite der Staubblattbasis mit aktiver Erregungsweiterleitung zu den Nachbarstaubblättern. Dabei kommt es dann oftmals zu durch potentielle Bestäuber ausgelösten, aktiven und nach außen gerichteten Staubblattbewegungen. Dies dient der Abstreifung des Pollens auf den Bestäuber und damit dessen Ausbreitung. Vergleichbare Reaktionen finden sich zum Beispiel bei Berberitze (Berberis), Feigenkakteen (Opuntia) oder der Flockenblume (Centaurea).

## Systematik
Die Kapländische Zimmerlinde (Sparrmannia africana) gehört zur Familie der Malvengewächse (Malvaceae) und wird dort in die Unterfamilie der Grewioideae eingeteilt. Zu dieser Unterfamilie gehört auch die bekannte Nutzpflanze Jute aus der Gattung Corchorus. Zur Gattung der Zimmerlinden (Sparrmannia) gehören neben Sparrmannia africana weitere 2 oder 3 Arten und zusätzliche Unterarten, über deren botanische Nomenklatur in der Literatur keine einheitliche Meinung herrscht.
Eine frühere Einordnung der Kapländischen Zimmerlinde in die Familie der Lindengewächse (Tiliaceae) konnte durch neuere molekularbiologische Arbeiten nicht aufrechterhalten werden. Diese führten auch dazu, dass die Familie der Lindengewächse als neue Unterfamilie Tilioideae ebenfalls bei den Malvengewächsen ein- beziehungsweise untergeordnet wurde.

Übersichtskarte Südafrika

## Verbreitung
Die Kapländische Zimmerlinde gehört, wie sich aus dem deutschen Namen bereits erkennen lässt, zum vielfältigen Florenreich der Capensis. Einziges Verbreitungsgebiet ist die Spitze Südafrikas mit einem Bereich zwischen Kapstadt und Gqeberha. Aus geobotanischer Sicht gehört die Kapländische Zimmerlinde zu den so genannten Hochstauden-Fluren der tropisch-afrikanischen Gebirge im südöstlichen Afrika.
Als Zierstrauch ausgewildert, aber nicht natürlich vorkommend, ist sie auch im Westen der USA (Kalifornien) und in Südamerika (Bolivien, hier in der Nähe von La Paz in über 3000 m NN) zu finden.

## Verwendung als Zierpflanze

### Historie
Schon kurz nach ihrer Entdeckung und erstmaligen Beschreibung wurde die Kapländische Zimmerlinde 1790 nach England und kurz darauf auch im übrigen Europa eingeführt. Sie erfreute sich schnell größerer Beliebtheit und die ersten Sorten entstanden. Noch 1914 konnte man in Hesdörffers Handbuch der praktischen Zimmergärtnerei nachlesen: „Unter den besten Zimmergewächsen nimmt die Zimmerlinde unstreitig eine hervorragende Stelle ein“.
Doch die sich im Laufe des 20. Jahrhunderts ändernden Lebensbedingungen ließen die Kapländische Zimmerlinde wieder etwas in Vergessenheit geraten. In den 1980er Jahren wurde sie als dekorative Blatt- und Blütenpflanze „wiederentdeckt“ und erfreut sich heute im Zeitalter moderner Innenraumbegrünung dank vielfältiger Vorteile großer Beliebtheit.

### Zierformen
Die häufigsten kultivierten Sorten der Kapländischen Zimmerlinde sind:
- 'Flore Pleno' (auch 'Flora Pleno') mit gefüllten Blüten.
- 'Nana' als kleinwüchsige Form.
- 'Variegata' mit weiß-grün panaschierten Blättern.

Vereinzelt werden von Samengärtnereien auch Samen der verwandten Art Sparrmannia ricinocarpa angeboten.

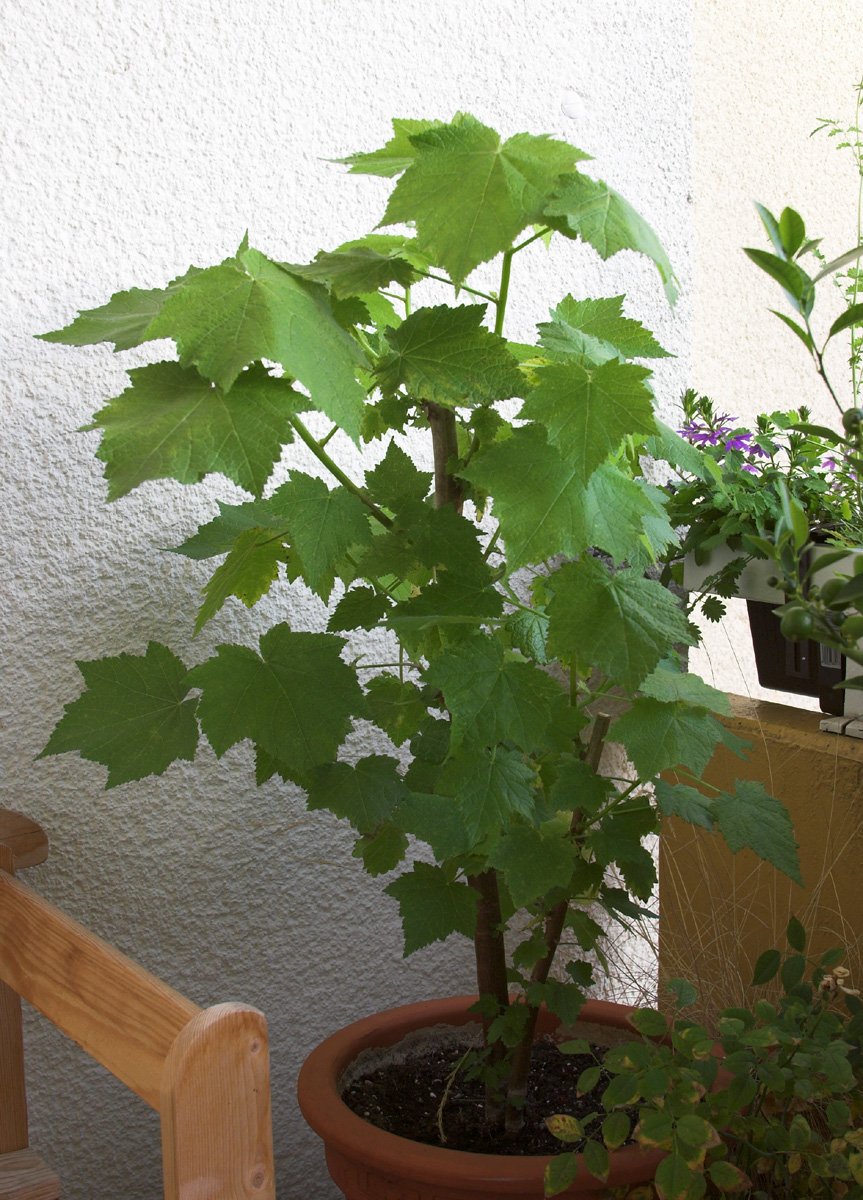
3 Jahre alte Sparrmannia africana als Topfpflanze

### Standortansprüche
Die Kapländische Zimmerlinde bevorzugt generell einen hellen und kühlen Standort mit höherer Luftfeuchte und möglichst ohne direkte Sonneneinstrahlung. Zur Überwinterung sollten 8–12 °C nicht über- bzw. unterschritten werden.

### Vermehrung und Kultivierung
Die Kapländische Zimmerlinde kann über Aussaat vermehrt werden. Üblicher ist jedoch die Vermehrung über Kopfstecklinge oder Seitenstecklinge von möglichst blühenden Trieben. Als Substrat eignet sich normales Torfkultursubstrat mit leicht erhöhtem Lehmanteil. Das mehrfache Entspitzen junger Triebe fördert die Verzweigung der Pflanze, nach dem Abblühen sollte ein deutlicher Rückschnitt erfolgen. Das zeitweise Auspflanzen (in Drahtkörben) in Gärten über die Sommerzeit von Mai bis September ist ebenfalls möglich, hier können die Pflanzen eine Höhe bis 3 Meter erreichen. Die Ruhezeit der Kapländischen Zimmerlinde reicht von Oktober bis Dezember, danach erscheinen von Januar bis April die schwach duftenden Blütendolden.
Aufgrund der großen Blattmasse und damit einer hohen Verdunstungsrate muss – vor allem im Sommer – auf eine ausreichende und regelmäßige Wasserversorgung geachtet werden. Die Kapländische Zimmerlinde ist deshalb auch für Hydrokultur gut geeignet.

### Pflanzenschutz und Düngung
Hier unterscheidet sich die Kapländische Zimmerlinde nur wenig von anderen Blatt- und Grünpflanzen. Problematisch ist ein Befall mit dem Kalifornischen Blütenthrips (Frankliniella occidentalis) oder der Weißen Fliege (Trialeurodes vaporariorum). Bei zu nasser Kultur besteht bei den weichlaubigen Pflanzen generell die Gefahr von Grauschimmelfäule (Botrytis cinerea).
Aufgrund der, bei guten Rahmenbedingungen, hohen Zuwachsraten in der Hauptwachstumsphase benötigt die Kapländische Zimmerlinde regelmäßige wöchentliche Düngung mit einem Mehrnährstoffdünger.

## Toxizität bei Zimmerlinden
In der Literatur und in medizinischen Datenbanken wird von leichten Haut- und Schleimhautreizungen durch die dicht behaarten Blätter der Kapländischen Zimmerlinde berichtet. Dies führt teilweise zu einer Klassifizierung der Pflanze als „schwach giftig“. Unklar ist allerdings, ob diese Reizungen durch chemische Inhaltsstoffe der Zimmerlinden und damit über eventuell vorhandene Drüsenhaare hervorgerufen werden, oder ob es sich um einen rein mechanischen Reiz handelt. Diesbezügliche Untersuchungen von 1940 und 1958 brachten keine einheitlichen Ergebnisse, wobei ein mechanischer Reiz als wahrscheinlicher angenommen werden kann.

## Sonstiges
Die Kapländische Zimmerlinde weist den gleichen Gattungsnamen wie eine artreiche Gattung der Familie der Blatthornkäfer (Scarabaeidae), zu denen auch Mai- und Junikäfer gehören, auf. Die zoologische Gattung Sparrmannia umfasst 23 verschiedene Arten, die teilweise auch in Südafrika beheimatet sind. Auch hier gibt es die beiden Schreibweisen „Sparrmannia“ und „Sparmannia“.
Der Kapländischen Zimmerlinde wird auch ein positiver Effekt im Rahmen der Lehre des Feng Shui zugerechnet. Als Pflanze mit großen, harmonisch geformten Blättern soll sie hier bei der Innenraumgestaltung einen besseren Energiefluss (Qi) bewirken.
Ebenfalls wird sie im Rahmen der Innenraumbegrünung als geeignete Zimmerpflanze für eine natürliche Raumklimaverbesserung empfohlen. Aufgrund ihrer großen Blattmasse und der daraus resultierenden hohen Verdunstungsrate ist sie geeignet, die natürliche Luftfeuchtigkeit in geschlossenen Räumen positiv zu beeinflussen.

### Ältere Literatur
- William Henry Harvey, Otto Wilhelm Sonder: Flora Capensis. Volume I, 1859–1860, S. 223 f, online auf biodiversitylibrary.org.